# De Hoop (Sleen)
De Hoop is een korenmolen in het Drentse Sleen, in de gemeente Coevorden.
De molen werd in 1915 opgebouwd voor molenaar H. Berends, door molenmaker L. Reinds uit Beilen. Een bestaande molen 'De Gunst' in Amersfoort (ook de molen van Nefkens genoemd) werd voor dit doel gekocht en in Sleen weer opgebouwd. Deze molen is de opvolger van een achtkante bovenkruier zonder stelling uit in 1850. Deze molen was in 1915 door brand verwoest.
Van 1953-1956 volgde restauratie van de molen door Huberts te Coevorden, waarna de molen op 24 juli 1956 in gebruik werd genomen.
In 1976 begon molenmaker J.D. Medendorp uit Zuidlaren aan een weer noodzakelijke ingrijpende restauratie, die door subsidie-problemen lange tijd in beslag nam.

## Fotogalerij

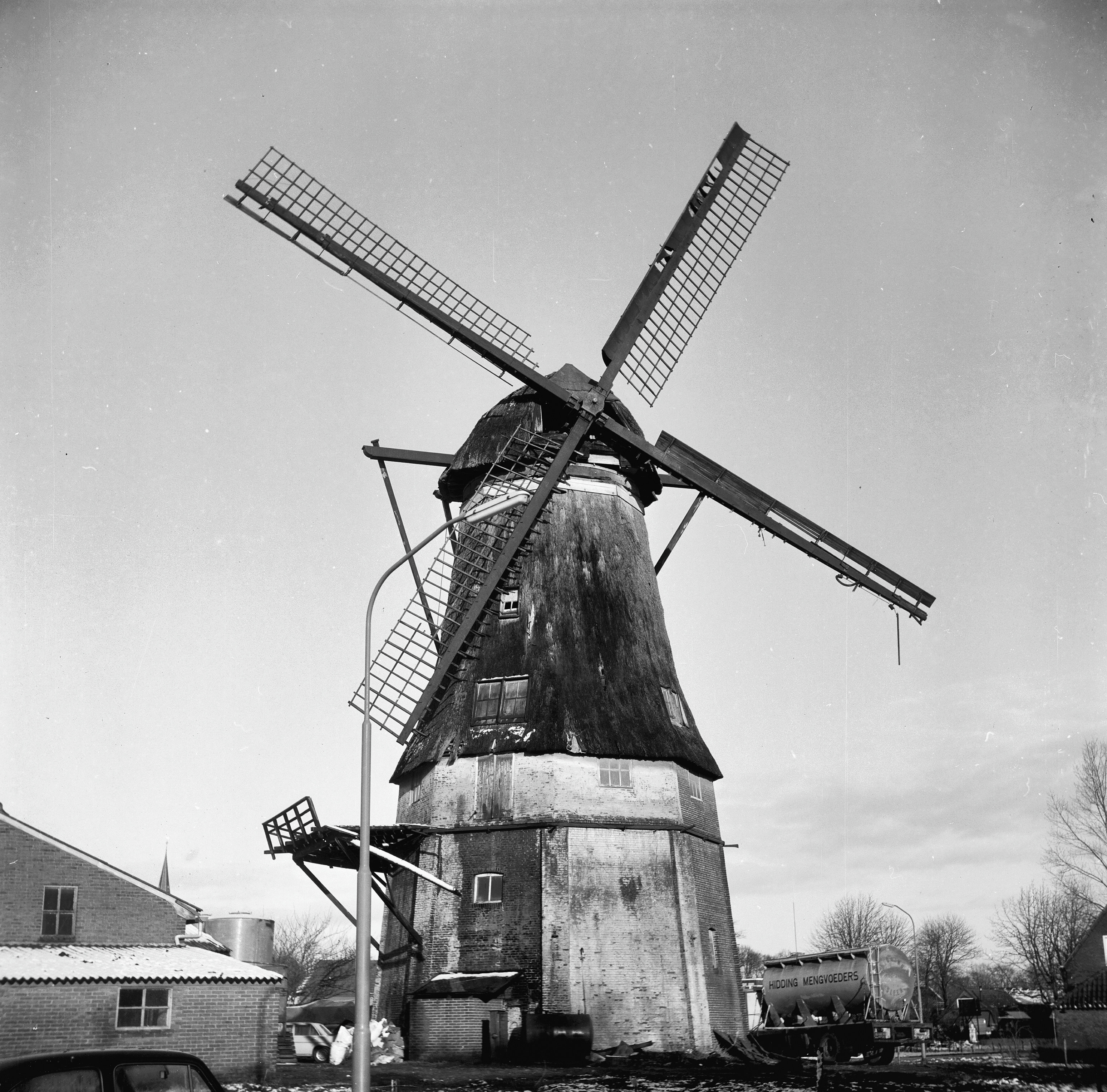
december 1974
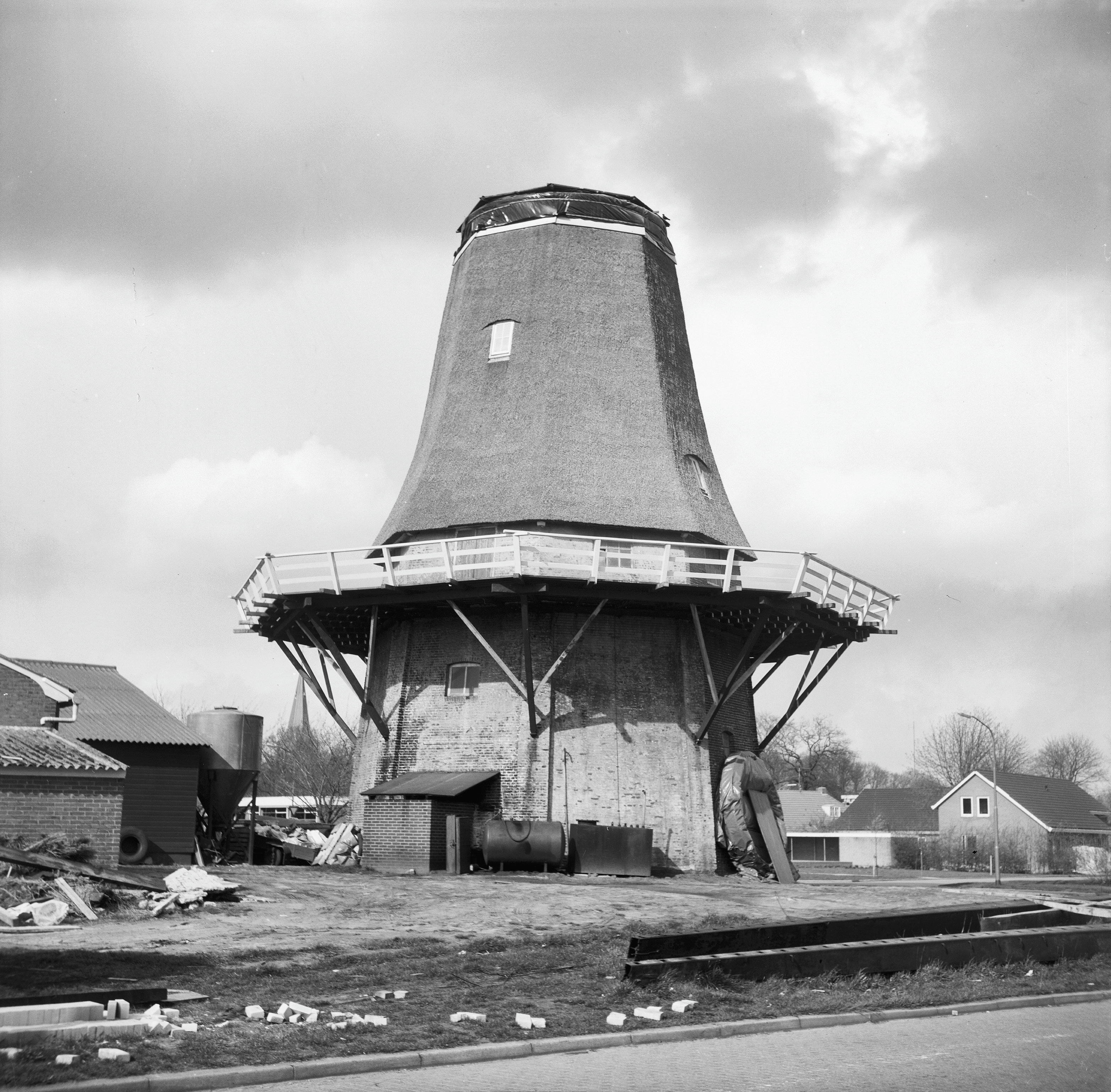
april 1977
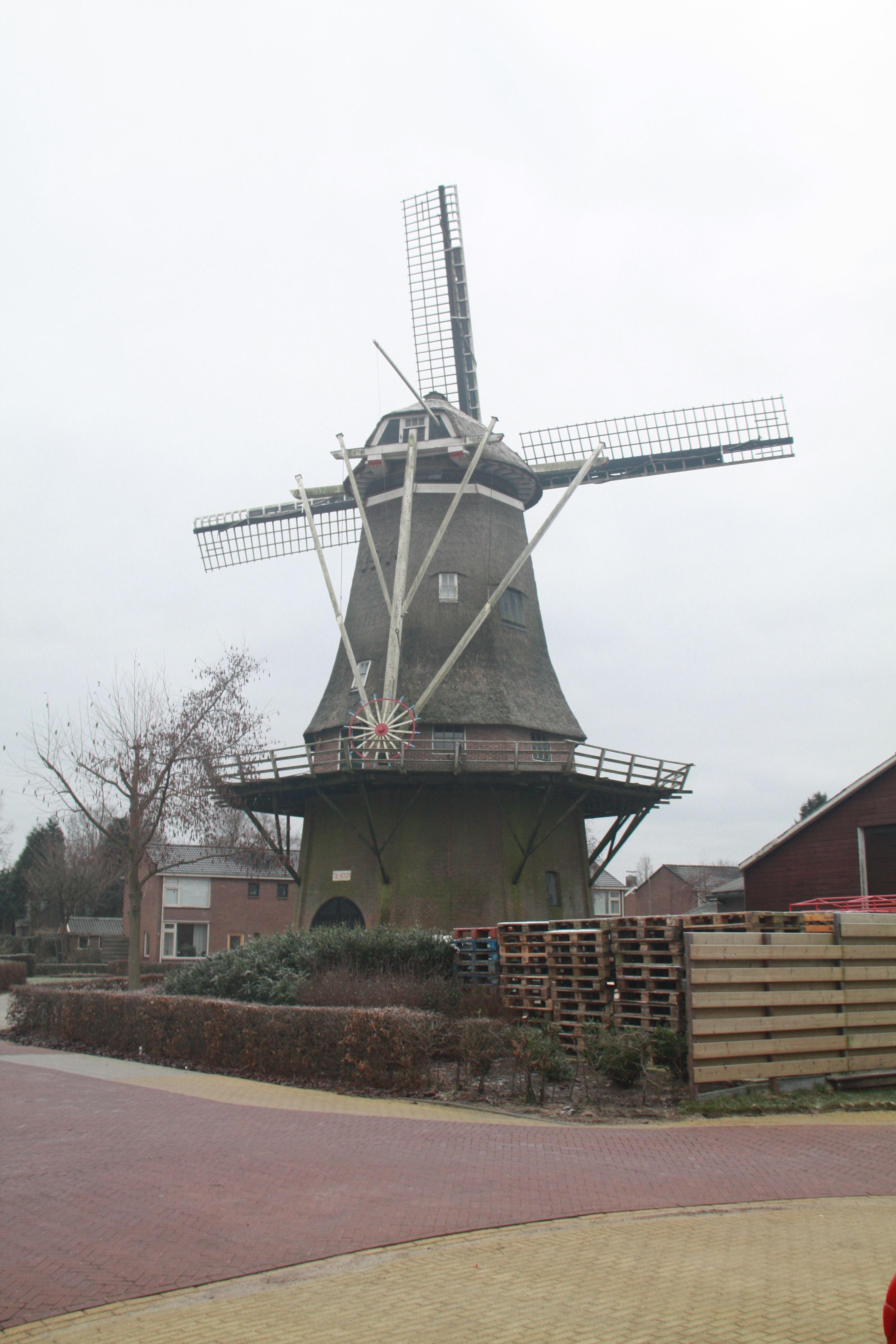
januari 2009
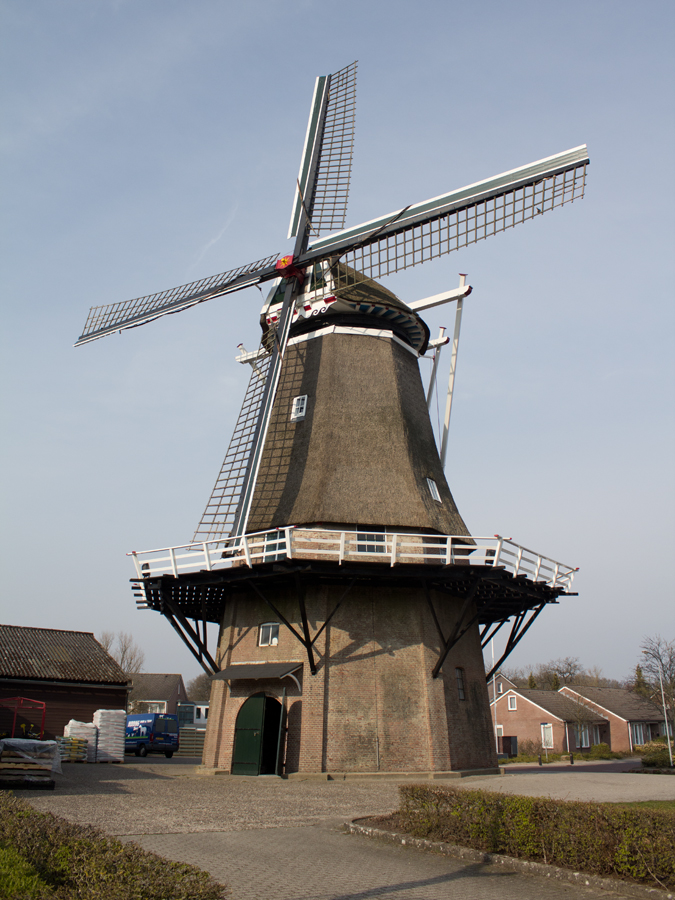
2014
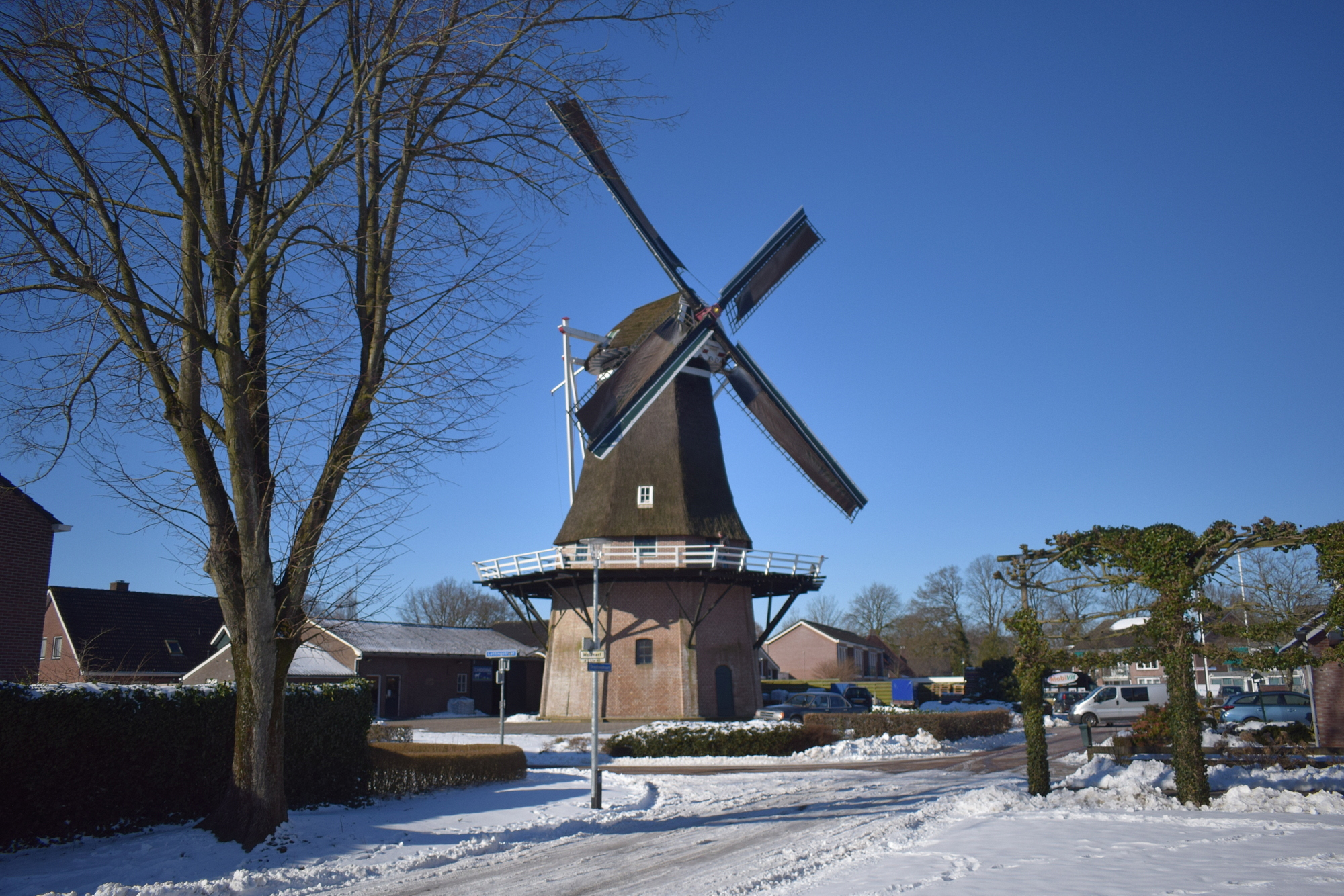
2021